# Vaţanā
Vaţanā (persiska: وطناء, وَطناع, Vaţanā’, وطنا) är en ort i Iran.   Den ligger i provinsen Golestan, i den norra delen av landet, 250 km öster om huvudstaden Teheran. Vaţanā ligger 109 meter över havet och antalet invånare är 305.
Terrängen runt Vaţanā är varierad. Runt Vaţanā är det ganska tätbefolkat, med 155 invånare per kvadratkilometer. Närmaste större samhälle är Now Kandeh, 5,7 km väster om Vaţanā. I omgivningarna runt Vaţanā växer i huvudsak blandskog.